# Ectinocerella surcoufi
Ectinocerella surcoufi är en tvåvingeart som beskrevs av Seguy 1929. Ectinocerella surcoufi ingår i släktet Ectinocerella och familjen bromsar. Inga underarter finns listade i Catalogue of Life.